# Cratichneumon scitulus
Cratichneumon scitulus là một loài tò vò trong họ Ichneumonidae.